# Guayacanes
Guayacanes ist eine Gemeinde in der Dominikanischen Republik. Sie ist eine der sechs Gemeinden der Provinz San Pedro de Macorís und hat 15.261 Einwohner (Schätzung 2019). Der Ferienort Juan Dolio befindet sich in der Gemeinde.